# Cerveza de Huế

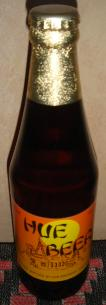
Botella de cerveza de Huế.

La cerveza de Huế (en vietnamita Bia Huế) es una cerveza lager producida y embotellada en Huế (Vietnam) por la Cervecería Hue. Fue exportada por vez primera a Estados Unidos en 1994, justo después del levantamiento del embargo estadounidense sobre Vietnam. La empresa, fundada en 1990, es propiedad en parte del grupo Carlsberg.